# Mírkovice
Mírkovice är en ort i Tjeckien.   Den ligger i regionen Södra Böhmen, i den södra delen av landet, 140 km söder om huvudstaden Prag. Mírkovice ligger 538 meter över havet och antalet invånare är 421.
Terrängen runt Mírkovice är platt åt nordost, men åt sydväst är den kuperad. Runt Mírkovice är det ganska glesbefolkat, med 32 invånare per kvadratkilometer. Närmaste större samhälle är České Budějovice, 19,1 km norr om Mírkovice. I omgivningarna runt Mírkovice växer i huvudsak blandskog.